# Aleix Febas
Aleix Febas Pérez (ur. 2 lutego 1996 w Lleidzie) – hiszpański piłkarz występujący na pozycji pomocnika w RCD Mallorca.